# Comté de McLeod
Le comté de McLeod, en anglais : McLeod County, est situé dans l’État du Minnesota, aux États-Unis. Il comptait 34 898 habitants en 2000. Son siège est Glencoe.